# О’Хара, Киран
Ки́ран Майкл О’Ха́ра (англ. Kieran Michael O'Hara; родился 22 апреля 1996, Манчестер) — ирландский футболист, вратарь шотландского клуба «Килмарнок». Воспитанник футбольной академии «Манчестер Юнайтед».

## Клубная карьера
Уроженец Манчестера, О’Хара начал футбольную карьеру в местной команде «Эрмстон Таун». В июле 2012 года стали игроком «академии «Манчестер Юнайтед». 
В сезоне 2013/14 выступал за клуб «Траффорд» на правах аренды. Летом 2014 года подписал профессиональный контракт с «Манчестер Юнайтед». В дальнейшем выступал на правах аренды за клубы «Файлд», «Моркам» и «Стокпорт Каунти». Его профессиональный дебют состоялся 23 января 2016 года, когда он вышел на поле в составе «Моркама» в игре против «Нортгемптон Таун».
15 августа 2018 года Киран отправился в аренду в клуб Лиги 2 «Маклсфилд Таун». В сезоне 2018/19 О’Хара был основным вратарём «Маклсфилда», сыграв 37 матчей в лиге и ещё 5 матчей — в кубках. По итогам сезона «Маклсфилд Таун», боровшийся за выживание в Английской футбольной лиге, занял 22-е место, избежав выбывания в Национальную лигу. Во многом этому способствовала хорошая игра О’Хары в воротах. По итогам сезона Киран получил три награды: игрок года по версии футболистов клуба, игрок года по версии болельщиков и молодой игрок года в составе «Маклсфилд Таун».
Перед началом сезона 2019/20 О’Хара отправился в аренду в клуб Лиги 1 «Бертон Альбион». 3 августа 2019 года Киран дебютировал за «пивоваров» в матче против «Ипсвич Таун».

## Карьера в сборной
Хотя О’Хара родился в Англии, его бабушка и дедушка по отцовской линии родом из ирландского Голуэя. С 2017 по 2018 год он выступал за сборную Ирландии до 21 года.
В марте 2019 года получил свой первый вызов в первую сборную Ирландии. 10 сентября 2019 года дебютировал за сборную, выйдя на замену другому дебютанту сборной, Марку Траверсу, в матче против сборной Болгарии на стадионе «Авива».